# Зимние карнавалы
Зимние карнавалы — открытые праздники, проходящие в зимнее время.
Зимние карнавалы и фестивали пользуются популярностью в местах, где зима особенно длинная и холодная, например, в Скандинавии, России и на Аляске. Большинство карнавалов включает традиционные зимние занятия, такие как вырезание ледяных скульптур, снежных скульптур, хоккей, катание на коньках, на лыжах и на санях.
Некоторые известные зимние карнавалы и фестивали:
- Снежный фестиваль 1511 года (Брюссель)
- Сибирский фестиваль снежной скульптуры (Новосибирск)
- Зимний карнавал в Мичиганский технологический университет в городе Хотон, штат Мичиган
- Зимний карнавал в Сент-Поле, штат Миннесота, США.
- Зимний карнавал в Квебеке, Канада.
- Винтерлюд в Оттаве, Канада.
- Зимний карнавал Бон Су в Солт-Сант-Мари, Онтарио, Канада
- Зимний карнавал на озере Саранак в Нью-Йорке.
- Харбинский международный фестиваль льда и снега, Китай.
- Снежный фестиваль в Саппоро, Япония.
- Зимний карнавал в Дартмутском колледже в Гановере, штат Нью-Гэмпшир.
- Зимний карнавал Бэйтского колледжа в Льюистоне, штат Мэн